# Mount Pleasant, Ohio
Mount Pleasant är en ort i Jefferson County i delstaten Ohio, USA.